# Drosophila fulgida
Drosophila fulgida är en tvåvingeart som beskrevs av Elmo Hardy och Kaneshiro 2001. Drosophila fulgida ingår i släktet Drosophila och familjen daggflugor.
Artens utbredningsområde är Hawaii.